# Menahem (Sicaire)
Pour les articles homonymes, voir Menahem.
Menahem ben Juda ben Hizkiya (Menahem fils de Judas fils d'Ézéchias) ou Menahem ben Yaïr (Menahem fils de Jaïr), est un patriote judéen, dirigeant des Sicaires et un prétendant à la messianité du Ier siècle de l'ère commune.

## Éléments biographiques
Selon Flavius Josèphe, seule source sur le personnage, Menahem est le fils de Juda ben Hizqiya le Galiléen (Judas fils d'Ézéchias), fondateur du parti des Zélotes, dont les Sicaires sont originellement une branche. Toutefois, certains critiques estiment plus vraisemblable qu'il ait été le fils de Yaïr ben Juda (Jaïr fils de Judas le Galiléen). Il serait identique au Menahem ben Hizqiya mentionné dans le Talmud.
Rassemblant de nombreux hors-la-loi sous ses ordres, il envahit, en 66 EC, la forteresse de Massada, exterminant la garnison romaine qui l'occupe et donnant le signal du déclenchement de la révolte. Il vient alors renforcer les insurgés de Jérusalem et aide à prendre le palais d'Hérode. Alliés à Eleazar ben Hanania, commandant du Temple, un des chefs zélote et fils de l'ancien grand-prêtre Ananias de Zébédée, ils assiègent la garnison romaine dans la forteresse Antonia. Menahem n'assiste pas à la reddition des forces romaines qui intervient juste après sa mort. Les troupes romaines sont alors désarmées et autorisées à se replier vers le nord. Elles seront toutefois massacrées au cours de leur retraite, alors que les blessés et les faibles que les Romains ont abandonnés à Jérusalem sont achevés.
Ivre de succès, Menahem se réclame dirigeant de tous les Zélotes. Il se présente à Jérusalem « paré comme un roi » selon l'expression de Flavius Josèphe et prend pendant une brève période la direction de tous les insurgés. Cela permet à ses partisans, aidés par certains Zélotes d'éliminer beaucoup de modérés, partisans d'un compromis avec les Romains. Il fait ainsi tuer plusieurs personnalités de Jérusalem dont l'ancien grand-prêtre Ananias  (août 66), père de son allié (Guerre des Juifs, II, § 441). Il pourrait s'être déclaré Messie et semble avoir suscité — et déçu — des espoirs dans la population (cf. Talmud, sanhédrin 98b: « le consolateur [Menahem] qui soulagera est parti au loin », en référence à Lamentations 1:17).
Mais très vite Eleazar ben Hanania fomente une conspiration pour se débarrasser de son ennemi et rival. Ses anciens alliés du parti zélote le soupçonnent « d'avoir des prétentions à la royauté d'un type plus ou moins messianique » et veulent aussi probablement venger la mort du père et de l'oncle de leur chef (Ezéchias). Ils attaquent par surprise Menahem et ses partisans à coup de pierres alors que celui-ci se rend en grande pompe au Temple. « La lapidation était la manifestation d'un déni de légitimité. » Il parvient toutefois à s'échapper et se cache sur le versant de l'Ophel où il est capturé. Il est torturé et exécuté en même temps que ses gardes,. Cet assassinat provoque l'émiettement de la révolte en plusieurs bandes rivales, ouvrant ainsi une guerre civile sans pitié entre les différentes sectes juives. Les partisans de Menahem se réfugient alors dans la forteresse de Massada sous les ordres d'un petit-fils de Judas de Gamala, Eleazar Ben Yair (Éléazar fils de Jaïr) qui devient le chef des Sicaires.

## Sicaires et Zélotes
Menahem appartient à ce qui a parfois été appelé « une dynastie » de révoltés opposés aux Hérodiens et aux Romains, bien que cela puisse paraître exagéré. À partir du déclenchement de la Grande révolte juive (66), Flavius Josèphe le présente comme le chef des Sicaires. Le même auteur donne des informations qui semble indiquer que le père — ou le grand-père selon certains critiques — de Menahem, Judas le Galiléen a fondé un mouvement d'idée distinct des Sadducéens, des Pharisiens et des Esséniens qu'il appelle la IVe philosophie et qu'il rend responsable de la révolte et de la destruction du Temple de Jérusalem.
Bien que Flavius Josèphe n'utilise pas « le terme de « zélote » à propos de Judas le Galiléen, la filiation de son groupe avec les Zélotes ne paraît guère faire de doute pour certains critiques. » Après avoir utilisé le terme de « IVe philosophie », Josèphe désigne par la suite ce même groupe, de manière contradictoire, par l'appellation « sicaire » et non par celle de « zélotes ». Chez Flavius Josèphe, le terme Sicaire apparaît en 56, à l'époque du procurateur Antonius Felix lorsqu'ils assassinent le grand prêtre Jonathan ben Hanan.
Selon Simon Claude Mimouni, malgré cette confusion terminologique de Flavius Josèphe, on est certain que l'appellation « sicaire » vient des Romains et que l'appellation « zélotes » vient des Juifs. Certains critiques estiment d'ailleurs que ces deux noms sont les appellations externe et interne du même mouvement. Une rupture entre ces deux groupes intervient dès le début de la révolte. Toutefois pour des historiens comme Mireille Hadas-Lebel ou Christophe Mézange, les héritiers du mouvement galiléen sont les Sicaires, alors que les Zélotes sont « les jeunes prêtres qui à la veille de la guerre, rejettent les sacrifices offerts au Temple pour le compte de Rome et de l'empereur (Guerre des Juifs, II, 17, 409) », dont le chef est Éléazar fils d'Ananias et qui sont disciples de l'école de Shammaï.
Pour Simon Claude Mimouni, « il est probable qu'il faille clairement distinguer les Sicaires des Zélotes » et que le mouvement de Judas le Galiléen relevait de la première entité plutôt que de la seconde.

## Arbre généalogique
|                                                      |                                                      |                                                      |                                                      |                                                      |                                                      |  |  |                                                      |                                                      |                                                      |                                                      | Ézéchias tué par Hérode (stratège de Galilée) en 47 - 46 avant notre ère |                                                      |  |  |                                                      |                                                      |                                                      |                                                      |                                                      |                                                      |  |  |                                               |                |                |                |                |                |  |  |  |  |  |  |  |  |  |  |  |  |  |  |  |  |  |  |  |  |
|                                                      |                                                      |                                                      |                                                      |                                                      |                                                      |  |  |                                                      |                                                      |                                                      |                                                      |                                                                          |                                                      |  |  |                                                      |                                                      |                                                      |                                                      |                                                      |                                                      |  |  |                                               |                |                |                |                |                |  |  |  |  |  |  |  |  |  |  |  |  |  |  |  |  |  |  |  |  |
|                                                      |                                                      |                                                      |                                                      |                                                      |                                                      |  |  |                                                      |                                                      |                                                      |                                                      | Judas le Galiléen tué après 6                                            |                                                      |  |  |                                                      |                                                      |                                                      |                                                      |                                                      |                                                      |  |  |                                               |                |                |                |                |                |  |  |  |  |  |  |  |  |  |  |  |  |  |  |  |  |  |  |  |  |
|                                                      |                                                      |                                                      |                                                      |                                                      |                                                      |  |  |                                                      |                                                      |                                                      |                                                      |                                                                          |                                                      |  |  |                                                      |                                                      |                                                      |                                                      |                                                      |                                                      |  |  |                                               |                |                |                |                |                |  |  |  |  |  |  |  |  |  |  |  |  |  |  |  |  |  |  |  |  |
|                                                      |                                                      |                                                      |                                                      |                                                      |                                                      |  |  |                                                      |                                                      |                                                      |                                                      |                                                                          |                                                      |  |  |                                                      |                                                      |                                                      |                                                      |                                                      |                                                      |  |  |                                               |                |                |                |                |                |  |  |  |  |  |  |  |  |  |  |  |  |  |  |  |  |  |  |  |  |
| Simon crucifié par Tiberius Alexander entre 45 et 48 | Simon crucifié par Tiberius Alexander entre 45 et 48 | Simon crucifié par Tiberius Alexander entre 45 et 48 | Simon crucifié par Tiberius Alexander entre 45 et 48 | Simon crucifié par Tiberius Alexander entre 45 et 48 | Simon crucifié par Tiberius Alexander entre 45 et 48 |  |  | Jacob crucifié par Tiberius Alexander entre 45 et 48 | Jacob crucifié par Tiberius Alexander entre 45 et 48 | Jacob crucifié par Tiberius Alexander entre 45 et 48 | Jacob crucifié par Tiberius Alexander entre 45 et 48 | Jacob crucifié par Tiberius Alexander entre 45 et 48                     | Jacob crucifié par Tiberius Alexander entre 45 et 48 |  |  | Menahem chef du début de la Grande Révolte tué en 66 | Menahem chef du début de la Grande Révolte tué en 66 | Menahem chef du début de la Grande Révolte tué en 66 | Menahem chef du début de la Grande Révolte tué en 66 | Menahem chef du début de la Grande Révolte tué en 66 | Menahem chef du début de la Grande Révolte tué en 66 |  |  | Jaïr (ou Yaïr)                                | Jaïr (ou Yaïr) | Jaïr (ou Yaïr) | Jaïr (ou Yaïr) | Jaïr (ou Yaïr) | Jaïr (ou Yaïr) |  |  |  |  |  |  |  |  |  |  |  |  |  |  |  |  |  |  |  |  |
| Simon crucifié par Tiberius Alexander entre 45 et 48 | Simon crucifié par Tiberius Alexander entre 45 et 48 | Simon crucifié par Tiberius Alexander entre 45 et 48 | Simon crucifié par Tiberius Alexander entre 45 et 48 | Simon crucifié par Tiberius Alexander entre 45 et 48 | Simon crucifié par Tiberius Alexander entre 45 et 48 |  |  | Jacob crucifié par Tiberius Alexander entre 45 et 48 | Jacob crucifié par Tiberius Alexander entre 45 et 48 | Jacob crucifié par Tiberius Alexander entre 45 et 48 | Jacob crucifié par Tiberius Alexander entre 45 et 48 | Jacob crucifié par Tiberius Alexander entre 45 et 48                     | Jacob crucifié par Tiberius Alexander entre 45 et 48 |  |  | Menahem chef du début de la Grande Révolte tué en 66 | Menahem chef du début de la Grande Révolte tué en 66 | Menahem chef du début de la Grande Révolte tué en 66 | Menahem chef du début de la Grande Révolte tué en 66 | Menahem chef du début de la Grande Révolte tué en 66 | Menahem chef du début de la Grande Révolte tué en 66 |  |  | Jaïr (ou Yaïr)                                | Jaïr (ou Yaïr) | Jaïr (ou Yaïr) | Jaïr (ou Yaïr) | Jaïr (ou Yaïr) | Jaïr (ou Yaïr) |  |  |  |  |  |  |  |  |  |  |  |  |  |  |  |  |  |  |  |  |
|                                                      |                                                      |                                                      |                                                      |                                                      |                                                      |  |  |                                                      |                                                      |                                                      |                                                      |                                                                          |                                                      |  |  |                                                      |                                                      |                                                      |                                                      |                                                      |                                                      |  |  | Éléazar ben Jaïr Suicide à Massada (73 ou 74) |                |                |                |                |                |  |  |  |  |  |  |  |  |  |  |  |  |  |  |  |  |  |  |  |  |

- Certains critiques estiment que Menahem n'est pas le fils de Judas mais de Yaïr/Jaïre, ce qui n'est pas représenté ici.
- Cet arbre est tiré du livre Le Judaïsme ancien du VIe siècle avant notre ère au IIIe siècle de notre ère, de Simon Claude Mimouni[18].